# Arturo Merino Benítez nemzetközi repülőtér
Az Arturo Merino Benítez nemzetközi repülőtér (IATA: SCL, ICAO: SCEL) Chile egyik nemzetközi repülőtere, amely Santiago de Chile közelében található. Éves utasforgalma 24 645 705 fő (2019).

## Kifutópályák
A repülőtér futópályái:
- 17R/35L (3800 m, 45 m, aszfalt)
- 17L/35R (3748 m, 55 m, aszfalt)

## Forgalom
Az utasforgalom az elmúlt években az alábbi módon változott:
| Utasok száma | 10 315 319 | 12 105 524 | 15 312 649 | 16 068 098 | 19 192 488 | 21 426 871 | 24 645 705 | 8 514 340 | 18 744 155 | 24 925 660 |
|              | 2010       | 2011       | 2013       | 2014       | 2016       | 2017       | 2019       | 2020      | 2022       | 2023       |